# 三咲駅
三咲駅（みさきえき）は、千葉県船橋市三咲二丁目にある、京成電鉄松戸線の駅である。駅番号はKS74。

## 歴史
- 1949年（昭和24年）1月8日：新京成電鉄新京成線の駅として開業。
- 1987年（昭和62年）4月5日：駅舎橋上化とそれに伴い自動改札機導入。
- 2010年（平成22年）6月15日 - 16日：エレベーター設置工事に伴い、一部階段を一時閉鎖[1]。
- 2014年（平成26年）2月：駅番号「SL15」を設定[2]。
- 2017年（平成29年）8月1日 - 2018年（平成30年）1月16日：新京成電鉄開業70周年記念行事の一環として、船橋市非公認ゆるキャラであるふなっしーで駅構内を装飾するイベントを実施[3][4][5][注 1]。
- 2022年（令和4年）7月15日 - 2023年（令和5年）3月末：新京成開業75周年とふなっしー地上降臨10周年を記念し、ふなっしーで駅構内を装飾するイベントを5年ぶりに実施[6][注 2]。
- 2025年（令和7年）4月1日：新京成電鉄が京成電鉄への吸収合併に伴い、京成電鉄松戸線の駅となる。同時に駅番号をSL15からKS74に変更[7]。

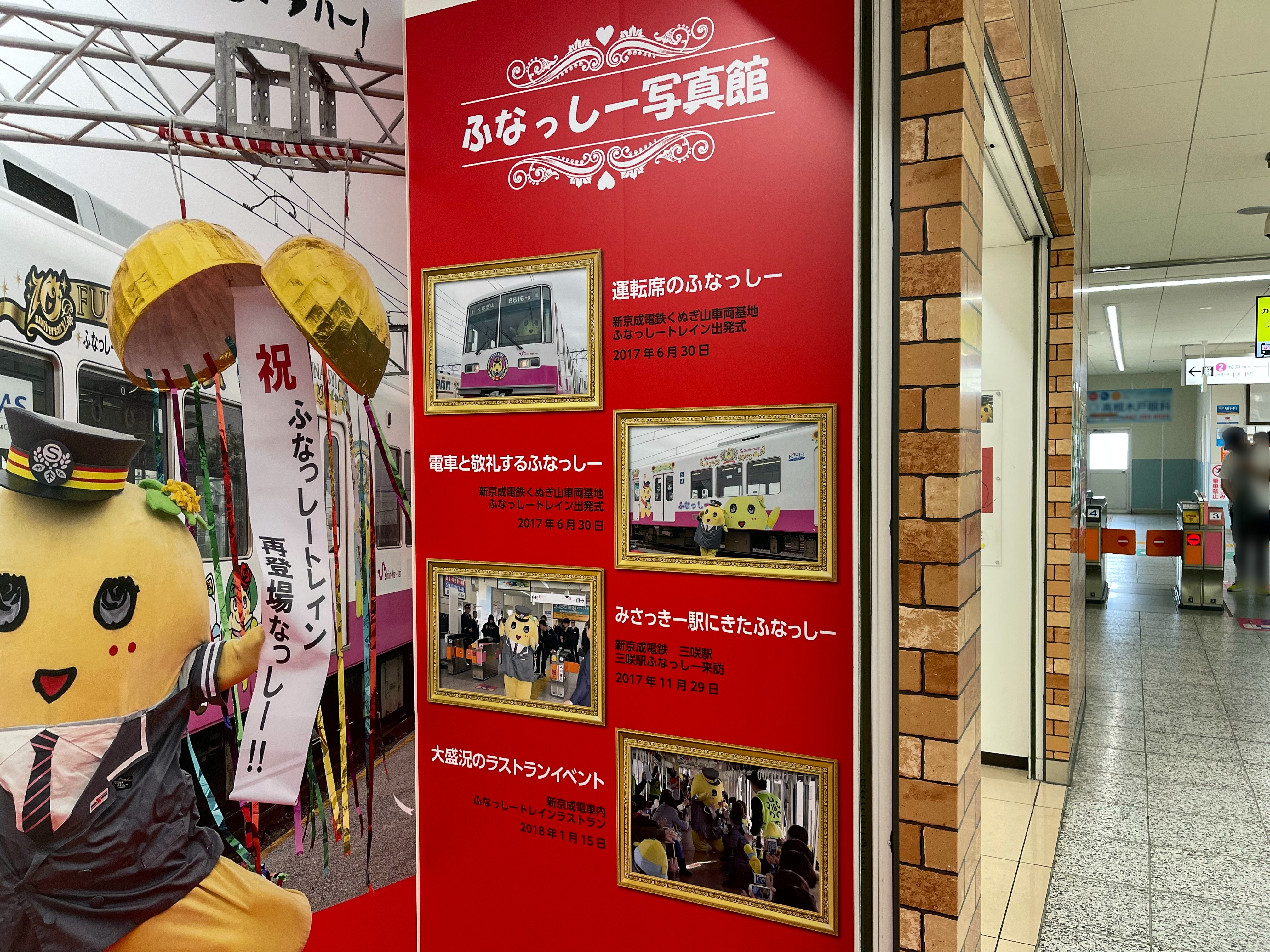
ふなっしーに関する展示（2022年8月）
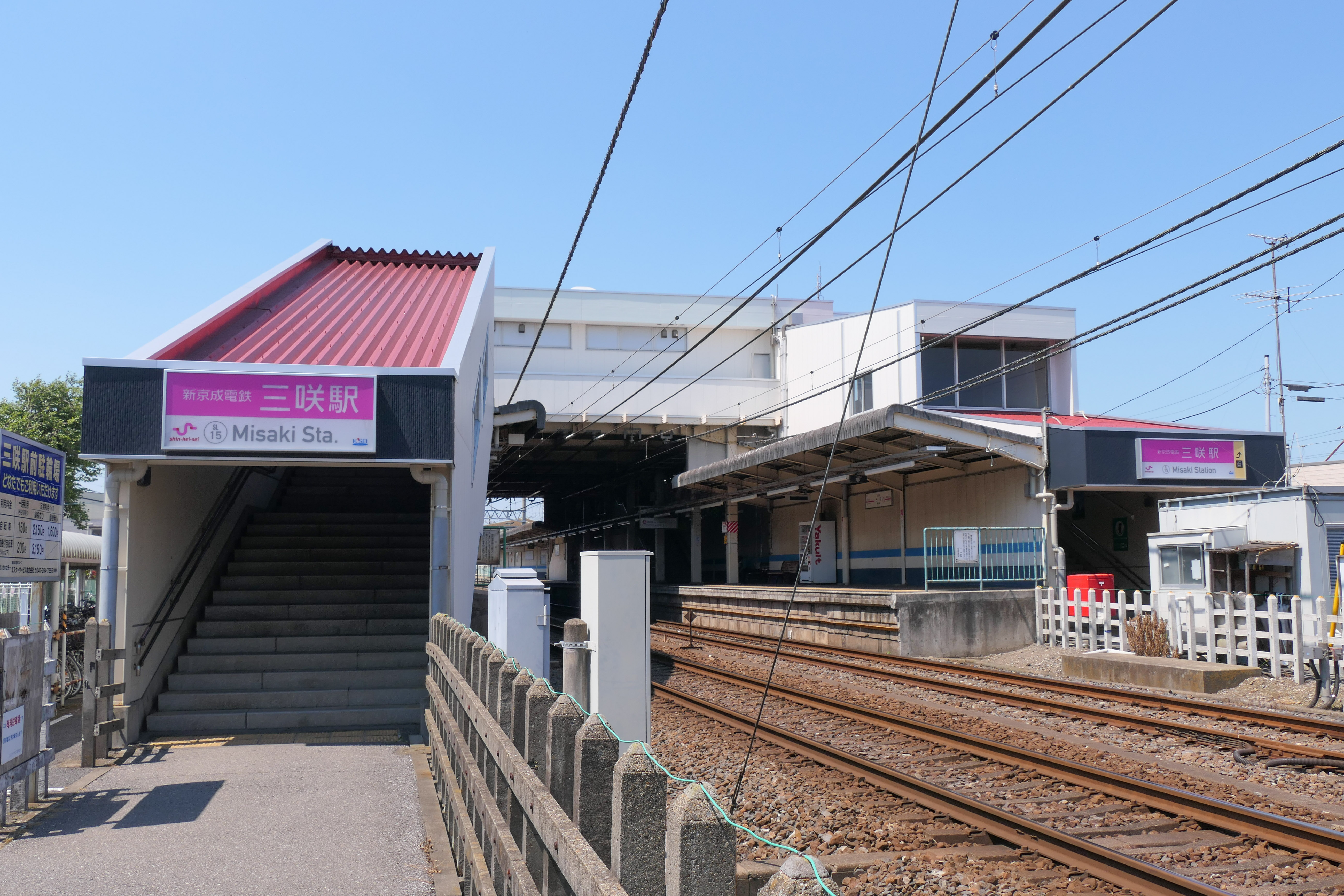
新京成電鉄時代の駅舎（2021年6月）
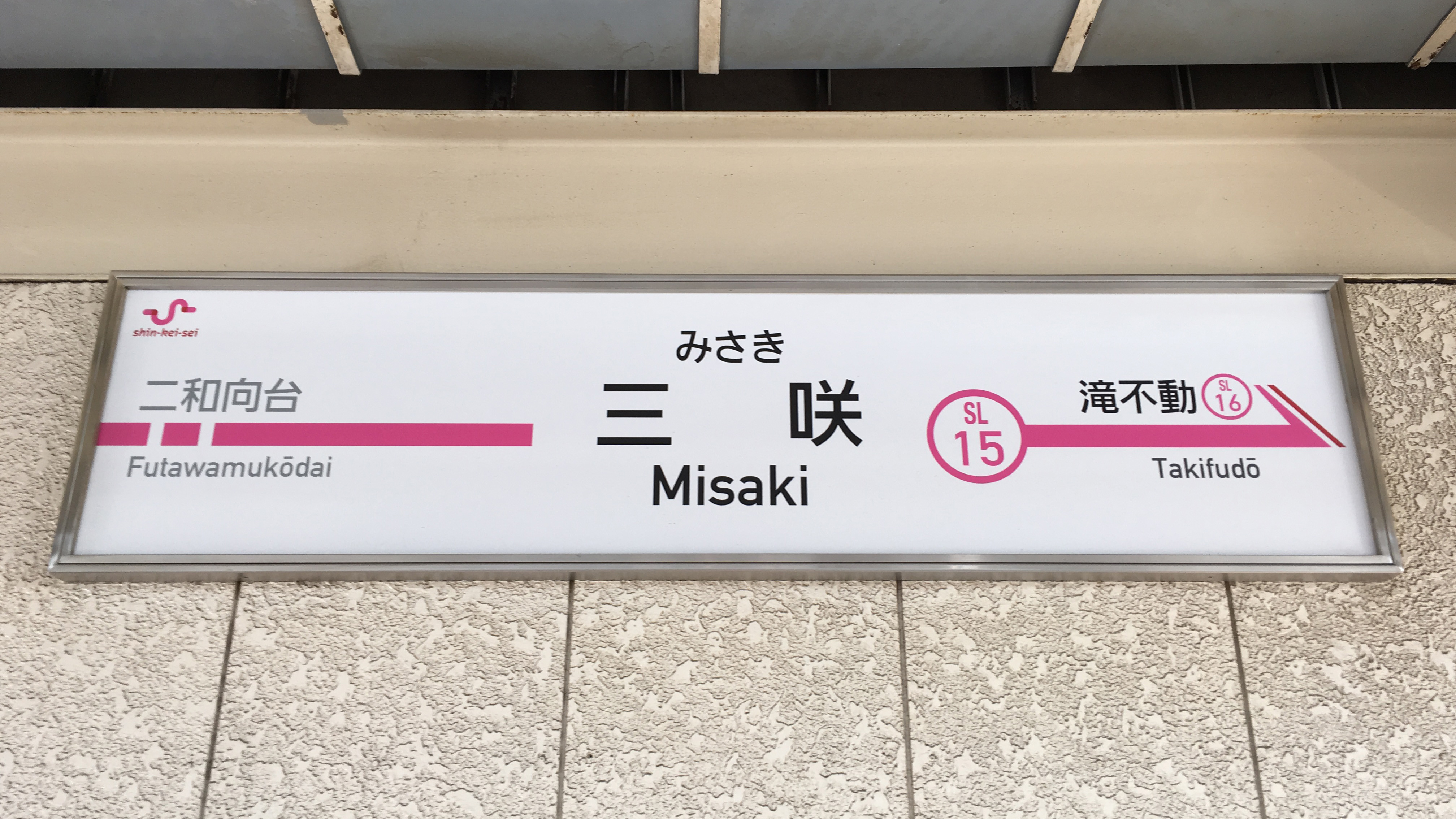
新京成電鉄時代の駅名標（2015年12月）

### 駅名の由来
明治新政府の手により小金牧・佐倉牧の開墾（小金原開墾）が行われ、開墾地には開墾計画順の地名が付与された。三咲は小金牧の下野牧の一部で三番目にあたるが、明治39年製版の地形図では現在の三咲駅の所在地は二和村となっている。

## 駅構造
相対式ホーム2面2線を有する地上駅で、橋上駅舎を有する。
1番線側の出入口にエスカレーター、1番線側出入口や各ホームと改札をつなぐエレベーター設置されている。無人の時間帯は管理駅とのインターホンで対応している。

### のりば
| 番線 | 路線   | 方向 | 行先                     |
| ---- | ------ | ---- | ------------------------ |
| 1    | 松戸線 | 下り | 北習志野・京成津田沼方面 |
| 2    | 松戸線 | 上り | 八柱・松戸方面           |

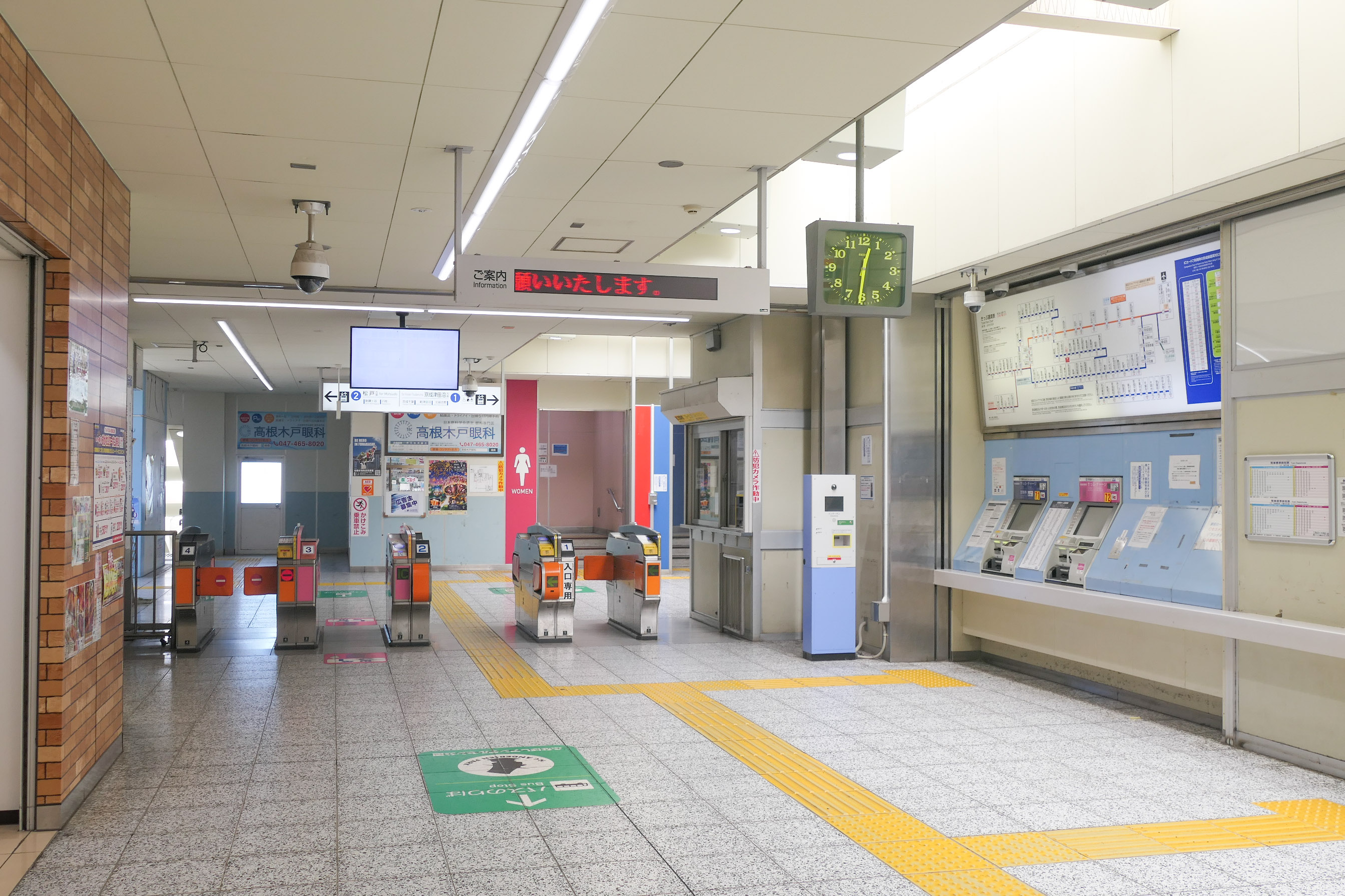
改札口（2025年7月）
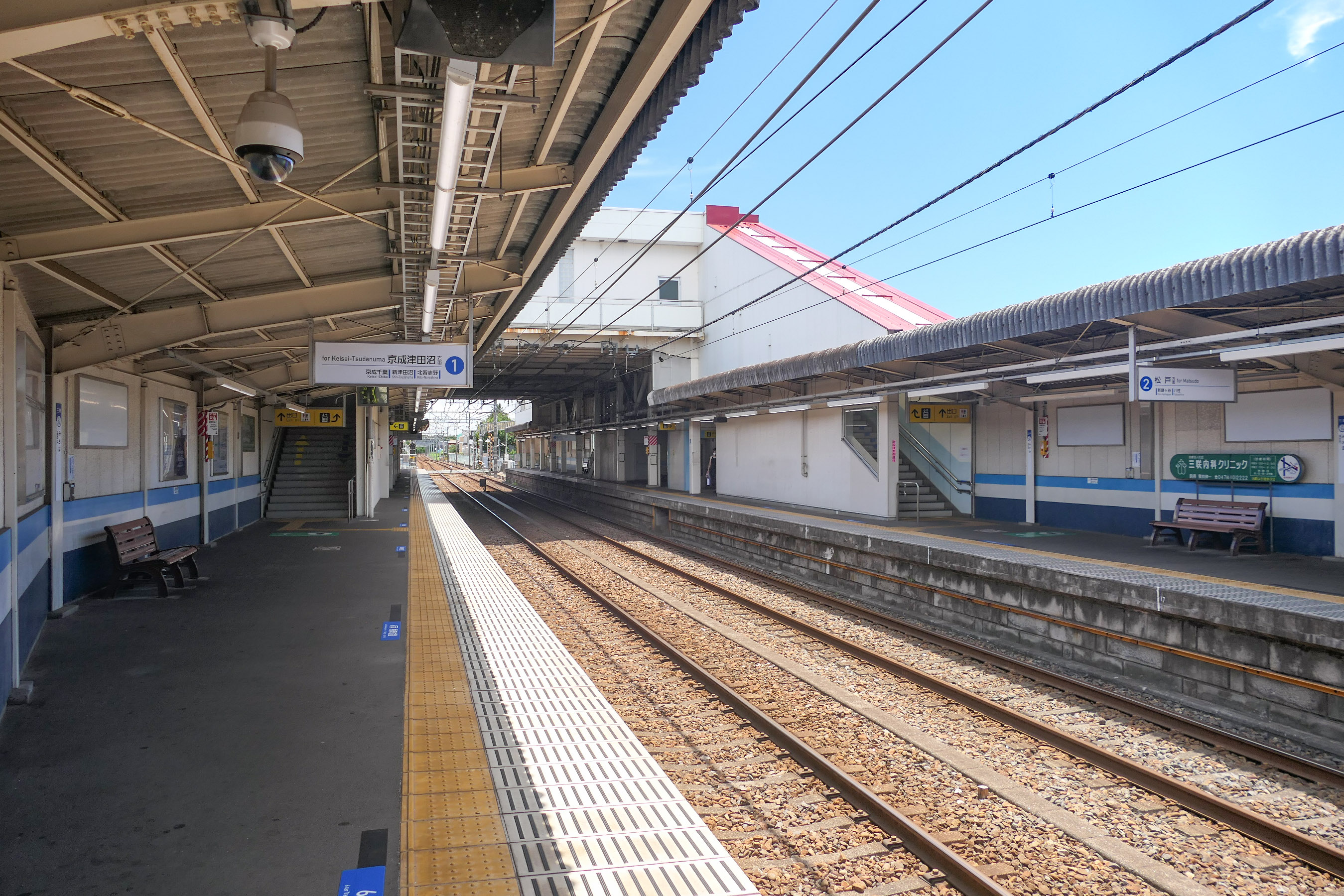
駅ホーム（2025年7月）

## 利用状況
2024年度の1日平均乗降人員は13,851人である。
近年の一日平均乗降・乗車人員推移は下表の通り。
| 年度               | 一日平均 乗降人員 | 一日平均 乗車人員 |
| ------------------ | ----------------- | ----------------- |
| 2007年（平成19年） |                   | 6,414             |
| 2008年（平成20年） |                   | 6,454             |
| 2009年（平成21年） |                   | 6,380             |
| 2010年（平成22年） |                   | 6,369             |
| 2011年（平成23年） |                   | 6,330             |
| 2012年（平成24年） |                   | 6,399             |
| 2013年（平成25年） |                   | 6,432             |
| 2014年（平成26年） |                   | 6,439             |
| 2015年（平成27年） |                   | 6,668             |
| 2016年（平成28年） |                   | 6,788             |
| 2017年（平成29年） |                   | 6,975             |
| 2018年（平成30年） |                   | 7,130             |
| 2019年（令和元年） | 13,992            | 7,089             |
| 2020年（令和02年） | 11,261            |                   |
| 2021年（令和03年） | 12,020            |                   |
| 2022年（令和04年） | 12,998            |                   |
| 2023年（令和05年） | 13,442            |                   |
| 2024年（令和06年） | 13,851            |                   |

## 駅周辺
駅前を千葉県道288号夏見小室線が走り、周辺には住宅地が広がり宅地化が進んでいる。観光梨園が多く散在する。
- 船橋市立三咲公民館
- 船橋市北部福祉会館
- 船橋第一自動車教習所
- 船橋市立三咲小学校
- 船橋三咲東郵便局
- 大島記念嬉泉病院
- JAいちかわ 三咲支店
- 東京東信用金庫 三咲支店
- コミュニティークリニックみさき
- ランドロームジャパン 本社
- 土佐工業 本社
- 業務スーパー 三咲店（京成ストアがフランチャイジー）

## バス路線
最寄り停留所は「三咲駅」である。
| 乗場          | 系統      | 行先               | 運行事業者            |
| ------------- | --------- | ------------------ | --------------------- |
| 上り          | 船07 船09 | 船橋駅北口         | ■京成バス千葉ウエスト |
| 上り          | 船33      | 船橋駅北口         | ■京成バス千葉ウエスト |
| 構内 （始発） | 船34      | 船橋駅北口         | ■京成バス千葉ウエスト |
| 構内 （始発） | 船10      | 船橋駅北口         | ■京成バス千葉ウエスト |
| 構内 （始発） | セ02      | セコメディック病院 | ■京成バス千葉ウエスト |
| 構内 （始発） | 三咲01    | 小室駅             | ■京成バス千葉ウエスト |
| 下り          | 船07      | 小室駅             | ■京成バス千葉ウエスト |
| 下り          | 船09 船33 | 鎌ヶ谷大仏         | ■京成バス千葉ウエスト |

## 隣の駅
京成電鉄
 松戸線
二和向台駅 (KS75) - 三咲駅 (KS74) - 滝不動駅 (KS73)